# طوماش سفوبودا (لاعب هوكي الجليد)
طوماش سفوبودا (بالتشيكية: Tomáš Svoboda)‏ هو لاعب هوكي الجليد تشيكي، ولد في 24 فبراير 1987 في ليتوميريتسه في التشيك.

## وصلات خارجية
- طوماش سفوبودا على موقع EliteProspects.com (الإنجليزية)
- طوماش سفوبودا على موقع HockeyDB.com (الإنجليزية)